# Nacaniche
Nacaniche (Nacan, Nacanish, Naconicho), plreme američkih Indijanaca koje je tijekom kasnog 17. i ranog 18. stoljeća živjelo u istočnom Teksasu, ali točna lokacija nije poznata. Naconiche Bayou u okrugu Nacogdoches moglo bi biti jedno od njihovih lokaliteta. 
Nacaniche su pripadali konfederaciji Hasinai, a J. R. Swanton vjeruje da su asimilirani od Hainaia,vodečeg Hasinai plemena, a vjeruje i da je naziv Nacaniche noviji oblik imena plemena koje je u vrijeme Moscosove ekspedicije 1542. bilo nazivano imenom Lacane.

## Vanjske poveznice
- Hodge